# Robert Köstenberger
Robert Köstenberger (* 15. Jänner 1957 in Linz) ist ein ehemaliger österreichischer Judoka und gewann 1982 in Rostock bei den Europameisterschaften im Judo. Er trägt den 5. Dan.

## Biografie
Robert Köstenberger gewann bereits 1976 in Madrid den Junioren-Weltmeistertitel. Im selben Jahr gewann er zum ersten Mal bei den Österreichischen Meisterschaften im Halbschwergewicht in der Allgemeinen Klasse. Er avancierte zum Seriensieger und konnte erst 1985 die Meisterschaft nicht gewinnen. Nach seinem ersten Staatsmeistertitel wechselte er 1977 vom ATSV Linz (jetziger ASKÖ Judo Linz) zu LZ Wels. Im Jahr 1978 gelang ihm zusammen mit dem Verein der Vorstoß in das Europacup-Viertelfinale. 1979 wechselte er zu JC Manner. Im selben Jahr eroberte er bei den Europameisterschaften in Brüssel den dritten Rang. Bei den Olympischen Spielen 1980 konnte er sich nicht platzieren und startete 1984 erneut. Auf Grund des Boykotts des Ostblockes galt er als die Medaillenhoffnung des Österreichischen Judoverbandes bei den Spielen 1984. Auf Grund der beiden Medaillen von Josef Reiter und Peter Seisenbacher stand er unter großem Druck und verlor bereits in der Vorrunde seinen Kampf. In den Jahren 1986, 1987 und 1989 folgten weitere Siege bei den Österreichischen Meisterschaften.
Zwischen 1986 und 1988 kämpfte Köstinger in der Staatsliga A für den ASKÖ Reichraming. Danach ging er zurück zu JC Manner Wien.

## Erfolge
- 1. Rang Europameisterschaften 1982 Rostock bis 95 kg
- 1. Rang Junioren-Weltmeisterschaften
- 12-facher Österreichischer Meister
- 3-facher Militärweltmeister
- 3. Rang Europameisterschaften 1979 Brüssel bis 95 kg
- 3. Rang Europameisterschaften 1984 Lüttich bis 95 kg
- 3. Rang Jigoro Kano Cup Tokio